# Hermann Courtens
Pour les articles homonymes, voir Courtens.
Hermann baron Courtens est un peintre belge, né à Saint-Josse-ten-Noode le 23 février 1884 et mort à Ixelles le 1er mars 1956, fils du peintre Franz Courtens (1854-1943), père des peintres Pierre Courtens (1921-2004) et Jacques Courtens (1926-1988), et frère du sculpteur Alfred Courtens et de l'architecte Antoine Courtens.

## Biographie
Hermann Courtens est l'élève de son père Franz Courtens et d'Isidore Verheyden, professeur au NHISKA (Institut Supérieur de l’Académie des Beaux-Arts d’Anvers, il expose un Nu au Salon des artistes français de 1929.
Il devient ensuite Directeur de l'Académie royale des beaux-arts de Bruxelles.
Son style artistique est fortement imprégné par l'Impressionnisme et ses couleurs chatoyantes. Les bouquets de fleurs et les natures mortes, les figures d'enfant et les danseuses constituaient ses sujets de prédilection.

## Expositions
- 1914 : Cercle Artistique et Littéraire, Bruxelles (individuel);
- 1924: Société nationale des Aquarellistes et de pastellistes;
- 1926: Académie de Termonde;
- 1931: Musée Charlier (individuel);
- 1941 : La Petite Galerie, Bruxelles (individuel).

## Musées
- Bruges, Musée Groeninge, La Surprise;
- Anvers, Musée Royal des Beaux-Arts, Portrait de Franz;
- Bruxelles, Musée Charlier;
- Courtrai, Musée Municipal;
- Mulhouse, Musée des Beaux-Arts.

## Œuvres connues
- 1925: 
  - La fleur de reine;
  - Portrait de jeune femme.

- 1926: 
  - L'oiseau fantastique;
  - L'oiseau au faisan;
  - La Vénitienne;
  - Les Oubliés.

- 1929: Solitude.
- s.d.: 
  - Attitude;
  - Coquetterie;
  - Nu;
  - Natures mortes;
  - Des Fleurs;
  - Coins d'atelier;
  - Jeunesse;
  - Nature morte aux fleurs, pommes, poires et raisins;
  - Nature morte aux fruits et aux fleurs;
  - Vieille flamande.